# Катон, Ричард
Ричард Катон (англ. Richard Caton) (1842, Скарборо, Йоркшир — 2 января 1926, Ливерпуль, Великобритания) — английский физиолог и хирург, член Лондонского королевского общества.

## Биография
Родился Ричард Катон в 1842 году в Скарборо.
В 1867 году окончил медицинскую школу в Эдинбурге. Ричард Катон работал врачом в Ливерпуле.
С 1870 года являлся преподавателем анатомии, зоологии и философии в медицинской школе Королевского университета.
В 1884 году занимает должность профессора физиологии в Ливерпульском колледже.
В 1896 году становится президентом Ливерпульского медицинского института.
Ричард Катон основал Ливерпульский университет и открыл его в 1903 году, став его проректором и проработал до самой смерти.
Скончался Ричард Катон 2 января 1926 года в Ливерпуле.

## Научные работы
Основные научные работы посвящены вопросам элекрофизиологии.
- 1874-76 — Впервые обнаружил электрическую активность мозга
- Детально исследовал эту активность у разных животных при сенсорных воздействиях и во время произвольных движений[3]
- Впервые произвёл и провёл операцию по поводу акромегалии.

## Членство в обществах
- Один из основателей Британского физиологического общества.
- Член ряда научных обществ.